# سحام الذرة
سُحام الذُّرة أو مَرَق الذرة هو نوع من الفطريات في جنس سحام. يظهر المرض نقاطًا صُفرًا على ظهر الأوراق. يمكن العثور على المرحلة الخاصة في الماهونية المدادة . 